# Contratto viatical
Un contratto viatical è un contratto finanziario effettuato, tipicamente da un broker o un agente assicuratore che "acquista" a titolo oneroso, nel senso che ne diventa beneficiario, una polizza caso morte dal titolare assicurato ad un prezzo inferiore al valore liquidato nel caso di morte.
Fondamentalmente, una persona che ha sottoscritto un'assicurazione sulla vita accetta di rendere beneficiaria della stessa un'altra persona, e quest'ultima ne corrisponde subito una parte in favore della prima.

## Scenari applicativi
L'applicazione tipica è quella del caso in cui un malato grave già assicurato preferisca sottrarre il diritto pecuniario che caso di morte spetta al beneficiario originario della polizza (che viene invece sostituito dall'assicuratore contraente del viatical) in cambio del guadagno immediato.
Il vantaggio per l'assicuratore è che in caso di morte dell'assicurato, evento probabile viste le sue condizioni di salute, incasserà il premio assicurativo guadagnando la differenza tra lo stesso e quanto versato all'assicurato in base al viatical. Quello per il malato è di ottenere nel breve termine una liquidità che gli consenta di continuare le cure.
È un contratto tipico dell'ordinamento statunitense: a differenza dell'Italia, in cui tutti hanno libero accesso alle cure sanitarie, negli Stati Uniti vige un regime personale assicurativo; se non si è in grado di permettersi finanziariamente una prestazione sanitaria, questa non viene erogata.

## In Italia
Ritenuto in alcune società eticamente discutibile, in molti sistemi giuridici è considerato contrario alle norme di diritto pubblico. In Italia tale tipo di contratto assicurativo è espressamente vietato dalla legge.
Il termine viatical deriva dal latino viaticum.